# Mahonda
Mahonda è una circoscrizione mista (mixed ward) della Tanzania situata nel distretto di Kaskazini B, regione di Zanzibar Nord. Conta una popolazione di 4 322 abitanti (censimento 2012).